# 考利茨县
考利茨縣（英語：Cowlitz County）是位於美国华盛顿州西南部的一個郡，西南隔哥倫比亞河與俄勒冈州相望，面積3,021平方公里。根據2020年美國人口普查，共有人口11萬730人。縣治凱爾索，最大城市為長景市。該縣成立於1854年4月21日，縣名來自英語化後的考利茨族片語，意思是「流沙之河」或「捕捉藥靈」。
整個考利茨縣包含在長景市都會統計區內。

## 地理
根據美国人口普查局，本郡的總面積為3,020平方（1,166平方英里），其中陸地面積占2,950平方（1,139平方英里）、水域面積占73平方（28平方英里） （2.37%）。
考利茨縣是普吉特海灣-威拉米特窪地的一部分，該窪地自普吉特海灣向南延伸至俄勒冈州的威拉米特河谷。該郡的許多大河都來自喀斯喀特山脈，包括考利茨河、科威曼河、卡拉馬河、劉易斯河和圖特爾河。
考利茨縣是華盛頓州39個郡中第28大的。

### 地理特色
- 喀斯喀特山脉
- 哥倫比亞河
- 考利茨河（英语：Cowlitz River）

### 主要公路
- 5號州際公路
- 4號華盛頓州州道（英语：Washington State Route 4）
- 411號華盛頓州州道（英语：Washington State Route 411）
- 432號華盛頓州州道（英语：Washington State Route 432）
- 503號華盛頓州州道（英语：Washington State Route 503）
- 504號華盛頓州州道（英语：Washington State Route 504）

### 毗鄰郡
- 東－斯卡梅尼亚县
- 北 - 劉易斯縣
- 西－沃凱亞庫姆郡
- 西南－哥倫比亞郡
- 南－克拉克县

### 國家保護區
- 吉福德·平肖国家森林（部分）
- 聖海倫火山國家火山紀念區（英语：Mount St. Helens National Volcanic Monument）（部分）

## 資料來源
1. ↑   (.xls). 美國普查局. 2011-02-23  [2011-03-26]. （原始内容存档于2012-04-08）.
2. ↑  . HistoryLink.org. 2003-03-06  [2013-06-16]. （原始内容存档于2008-01-19）.
3. ↑   (PDF). Employment Security Department. 1998-10  [2009-09-14]. （原始内容 (CSV)存档于2010年7月3日）.
4. ↑   (PDF). Washington State Hazard Mitigation Plan. 2004-04  [2009-09-14]. （原始内容 (CSV)存档于2011-07-19）.

## 外部連結
- （英文） 考利茨郡官方網站 （页面存档备份，存于）